# Tan Zhongyi
Tan Zhongyi (en xinès: 谭中怡; Chongqing, 29 de maig de 1991) és una jugadora d'escacs xinesa, que té el títol de Gran Mestre Femení des del 2009. Fou Campiona del Món Femenina (2017-2018), i mercès a aquesta victòria va obtenir de la FIDE el títol de Gran Mestre.
A la llista d'Elo de la FIDE del juny de 2022, hi tenia un Elo de 2525 punts, cosa que en feia la jugadora número 3 (en actiu) de la Xina, i la número 9 del rànquing mundial femení. El seu màxim Elo va ser de 2530 punts, a la llista de l'agost de 2018.

## Resultats destacats en competició
Va guanyar el Campionat del món de la Joventut sub10 femení dues vegades el 2000 i el 2001 (totes dues a Orpesa, País Valencià). El 2002 va guanyar el Campionat del món de la Joventut sub12 femení a Càndia, Grècia.
El setembre i agost del 2008 al campionat del món femení va ser eliminada a la segona ronda per Pia Cramling pel resultat de 0.5-1.5.
El 2011 va guanyar el torneig femení a la Universíada d'Estiu 2011 a Shenzen, i va contribuir a la medalla d'or per equips obtinguda per la Xina.
Tan va guanyar el Campionat del món universitari el 2012 a Guimarães. El 2013 va guanyar el 3r Torneig de Mestres Femení a Wuxi amb 6.5/9 punts, 1.5 per davant de les seves seguidores, Valentina Gúnina i Huang Qian.
El 2014 Tan va guanyar el campionat de ràpides de l'Àsia celebrat a Sharjah.
L'abril de 2015, va contribuir a que la Xina guanyés el bronze al Campionat del món femení per equips, puntuant 3.5/7 al segon tauler.
El maig 2015 va guanyar el campionat femení de la Xina a Xinghua, amb 8.5 punts d'11, per davant de Shen Yang.
El mes següent, va guanyar el 5è Torneig Femení de Mestres de la Xina, amb 7/9 punts, un de sencer per davant de Lei Tingjie.
El juliol del mateix any, va prendre part la temporada 9ena edició del matx Xina-Rússia a Ningbo, i hi va puntuar 8.5/10 a les ràpides i 3.5/5 a les partides a ritme clàssic.
L'agost de 2015, va guanyar el campionat de ràpides de l'Àsia a Al Ain. L'1 de desembre de 2015, Tan Zhongyi va guanyar el 1r Matx "Reina de la Xina", un torneig eliminatori celebrat a Taizhou (Zhejiang), en vèncer Ju Wenjun a la final en una partida armageddon.

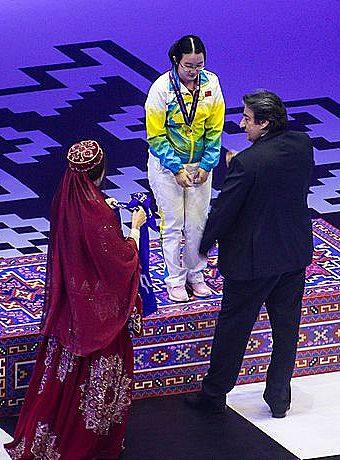
Tan Zhongyi rep la medalla d'or individual a la millor jugadora del quart tauler a l'olimpíada d'escacs de 2016.

Va jugar representant la Xina a l'Olimpíada d'escacs de 2016 a Teheran, on va guanyar la medalla d'or individual per la seva actuació en el 4t tauler de l'equip femení xinès, el qual també va obtenir la medalla d'or per equips.

### Campiona del món
Zhongyi va assolir la final del Campionat del món d'escacs femení de 2017, que va disputar contra la GM Anna Muzitxuk. Les partides clàssiques varen acabar empatades 2-2 amb una victòria per cadascuna, cosa que va portar al desempat a ràpides. Tan va guanyar-lo fent taules en la primera amb negres, i guanyant la segona amb blanques, esdevenint així la Campiona del món, un triomf que li donava dret a obtenir el títol de Gran Mestre.
Va perdre el títol de Campiona del Món femenina en perdre contra Ju Wenjun al Campionat del món d'escacs femení de 2018.

### Resultats posteriors
El maig de 2019 fou una de les vuit jugadores que va disputar el recentment reinstaurat Torneig de Candidates que serviria per determinar l'aspirant al títol mundial en el Campionat del món d'escacs femení de 2020, i hi acabà tercera, amb 7/12 punts; la campiona fou Aleksandra Goriàtxkina.
El 2020, va guanyar el primer premi femení al Gibraltar Masters. El 2021, Tan va assolir la tercera plaça a la Copa del món femenina després de guanyar el matx pel 3r-4t lloc contra Anna Muzitxuk per 2.5 - 1.5, i es va classificar així pel Torneig de Candidates de 2022.